# 长穗决明
长穗决明（学名：Cassia didymobotrya）是豆科决明属的植物。分布在非洲、亚洲的热带以及中国大陆的海南等地，目前尚未由人工引种栽培。